# Рваный овёс
«Рваный овес» — это протеиносодержащий продукт растительного происхождения, изготовляемый финской фирмой Gold & Green Food из горохового, бобового и овсяного протеина, а также овсяной муки и отрубей, рапсового масла (полевая капуста и масленичная репа). «Рваный овес» был выбран Финским продуктом года в 2017 году, а спрос на него превысил вскоре предложение. В конце 2010-х бизнес перешел фирме Paulig, а в 2022 — Valio, которая, однако, не купила завод по производству «рваного овса» из-за проблем с производством и уменьшением спроса. Valio скорее была заинтересована в товарном знаке потерпевшего большие убытки предприятия Gold & Green и заявляла о том, что ищет новые способы производства «рваного овса». Завод закрылся в апреле 2022, а в июне того же года он был продан фирме Foodiq.
В 100 г «рваного овса» содержится приблизительно 28-30 граммов протеина, 10 граммов углеводов и 4-6 граммов жира. Большая часть углеводов «рваного овса» получается из овсяных отрубей. В «рваном овсе» также содержится примерно один процент бета-глюкана, который препятствует реабсорбции желчной кислоты.
«Рваный овес» продается как без вкусовых добавок («nude»), так и с ними. «Рваный овес» продается уже готовым в пищу, и его можно просто обжарить или добавить в разогреваемое блюдо.
В мае 2017 года цена за килограмм «рваного овса», который рекламировался как замена мясу, согласно сравнению, проведенному журналом Kuluttaja («Потребитель»), составляла 15 евро.

## История
Осенью 2014 года Майе Итконен пришла идея использовать овес в изготовлении растительного протеина. Итконен предложила идею своей подруге, броматологу Реетте Кивеля, которая имела опыт в исследовании бета-глюкана, содержащегося в овсе, а также в его обработке. Поначалу Кивеля посчитала эту идею невозможной, с точки зрения химии. Решение проблемы она нашла в обработке овса путем нагревания и отшелушивания от плевел, при которой получаемая волокнистая текстура сохраняет высокий уровень протеина и строение волокон. В 2015 году Итконен и Кивеля основали компанию по производству «рваного овса» Gold & Green Foods. Экспериментальная лаборатория предприятия находилась в районе Лауттасаари г. Хельсинки. С 2016 года продукты марки Gold & Green производятся в Ярвенпяа. В декабре 2015 года Кивеля была выбрана общественным голосованием победителем в номинации «Молодой исследователь-предприниматель года».
В начале 2016 года Gold & Green получили чуть более миллиона евро инвестиций от частных инвесторов, в том числе от Tekes. 31 августа 2016 года концерн Paulig выкупил большинство акций Gold & Green Foods с целью увеличения производительности и продвижения продукта на мировом рынке. С 2020 года Gold & Green Foods полностью принадлежала Paulig, как дочерняя компания. В марте 2022 Paulig сообщил о продаже товарного знака Gold & Green и относящихся к нему исследований и разработок компании Valio, постепенном прекращении производства «рваного овса» и старте коллективных переговоров, затрагивающих 69 работников.
Первый завод по производству «рваного овса» начал свою работу в апреле 2016 года. Тогда поначалу объёмы производства отвечали только на малую часть спроса. Например, «рваного овса» хватало не всем магазинам, заказывавшим его. Овес также появился на рынках США и Нидерландов, где он был награждён премией Horecava Innovation Award 2020.
Директором Gold & Green Foods в 2017—2018 году работала Тина Хансен, после которой до сентября 2020 года — Майя Итконен. Следующим директором был Юрки Карлссон, который в 2022 году перешел в Linkosuo в связи с продажей компании Valio. Ставшая директором по инновациям Gold & Green Foods Майя Итконен рассказала в то же время о том, что стала директором в новом стартапе компании Onego Bio, разрабатывающем искусственный яичный протеин.
|                 | Рваный овес (без вкуса) | Свинина (приготовленная, без добавления соли) | Говядина (приготовленная, без добавления соли) | Целая курица (приготовленная, с добавлением соли) |
| --------------- | ----------------------- | --------------------------------------------- | ---------------------------------------------- | ------------------------------------------------- |
| Белки           | 30 г                    | 29 г                                          | 30 г                                           | 24 г                                              |
| Жиры            | 5,4 г                   | 12 г                                          | 3,4 г                                          | 14,5 г                                            |
| Углеводы        | 5,6 г                   | 0 г                                           | 0 г                                            | 0 г                                               |
| Пищевые волокна | 5,9 г                   | 0 г                                           | 0 г                                            | 0 г                                               |
| Соль            | 910 мг                  | 236 мг                                        | 168 мг                                         | 1213 мг                                           |
| Калий           | 420 мг                  | 353 мг                                        | 494 мг                                         | 258 мг                                            |
| Железо          | 5,7 мг                  | 3 мг                                          | 3,8 мг                                         | 1 мг                                              |

Содержание железа несопоставимы между собой, потому что железо, содержащееся в рваном овсе, является полностью негемовым, которое усваивается хуже, чем железо содержащееся в мясе.

### Аминокислоты
Рваный овес содержит в два раза больше незаменимых аминокислот, чем куриная грудка.
|             | мг/100г + |
| ----------- | --------- |
| Изолейцин   | 1 239     |
| Лейцин      | 2 324     |
| Лизин       | 1 673     |
| Метионин    | 426       |
| Цистеин     | 425       |
| Фенилаланин | 1 532     |
| Треонин     | 1 064     |
| Триптофан   | 419       |
| Валин       | 1 508     |
| Гистидин    | 717       |

## Производство
Сырьем для рваного овса является вода, продукты, изготовленные из овса — 20 % (овсяные отруби, цельнозерновая овсяная мука, овсяный белок), гороховый белок 21 %, бобовый белок 11 %, рапсовое масло, йодированная соль (0,5 %) . Бобовый белок поставляется из Швеции, а гороховый — из Центральной Европы. Сырье рваного овса само по себе не содержит глютена, но оно перерабатывается на мельницах, которые могут перерабатывать пшеницу, рожь или ячмень.
Процесс производства рваного овса является секретом, потому что он не защищен патентами. Для его изготовления используется обычное оборудование пищевого производства, но, по словам Майи Итконен, оно используется «особым образом неправильно». В производстве были большие проблемы, в том числе из-за листериозных бактерий .
Производство на заводе Ярвенпяа было экономически невыгодным. В Швеции продукт не был продан, а построенный там завод так и не был запущен.

## Отклик
По оценке газеты Helsingin Sanomat, продукт напоминает "переваренное мясо или тунец ". Говорят, что во вкусе рваного овса отчетливо присутствует овес, его вкус также был описан как вкус нежной курятины.
Продукт получил значительную предварительную рекламу, а его пробные партии были быстро раскуплены в магазинах. На Facebook была создана группа под названием Nyhtökauratutka, где можно сообщить, в каком магазине продукт можно встретить . Однако вскоре ситуация изменилась из-за производственных проблем и появления новых конкурирующих продуктов. На рубеже 2020-х годов продажи упали, и Gold & Green Foods за четыре года получила убыток в размере более 47 миллионов евро.

## Конкурирующие продукты
В конце 2010-х годов на рынок Финляндии также вышли другие продукты, изготовляемые из растительного белка и белка насекомых, предназначенные для замены мясного фарша, такие как Härkis от Verso Food, «овсяный фарш» Elovena Muru от Raisio и Sirkkis от Entomophagy Solutions. Кроме того, Valio представила на рынке Mifu — богатый белком продукт из молока.